# Huta Ida
Huta Ida – huta żelaza funkcjonująca w latach 1848–1861, istniejąca na terenie dzisiejszego osiedla Kokociniec w Katowicach, w miejscu gdzie wcześniej działała kuźnica kokocińska  .

## Historia
Istniejącą na tym terenie od XVII wieku kuźnicę zamknięto na początku XVIII wieku. Na tym terenie powstały młyn i tartak, a po 1837 roku także dwa piece fryszerskie. Okazały się nierentowne, dlatego by wykorzystać korzystną koniunkturę i notowany od lat 20. XIX wieku wzrost cen surówki u miejscowych wytwórców, arcyksiąże Heinrich Anhalt-Köthen wydał decyzję o powstaniu huty  . Zlokalizowano ją powyżej stawu kuźniczego, od strony Ligoty, przy wysokim stoku doliny Kłodnicy . Jej budowa trwała od 1846 do 1848 roku, a została dokończona przez Jana Henryka X Hochberga, siostrzeńca arcyksięcia. To on nadał nazwę hucie, by upamiętnić swoją zmarłą w 1843 roku żonę  . 
Głównym elementem huty były dwa nowoczesne, 12-metrowe wielkie piece opalane koksem i węglem drzewnym, do których przylegały wieże wyciągowe, oraz hale lejnicze. Do napędzania dmuchawy do pieców użyto maszyny parowej o mocy 64 KM. Budowa pieców kosztowała 102 367 talarów, które pożyczył Królewski Zakład Kredytowy dla Śląska we Wrocławiu  .
Podstawowym źródłem węgla dla huty były okoliczne kopalnie. Utworzona specjalnie w tym celu w 1845 roku kopalnia Szadok zapewniała początkowo zaopatrzenie w węgiel. Część surowca pochodziła z drobnych złóż w okolicznych lasach  .
Na terenie huty funkcjonowały biura pracowników dyrekcji zarządzającej pszczyńskimi dobrami górniczo-hutniczymi, co podkreślało wagę zakładu .
Aby usprawnić funkcjonowanie zakładu, 18 marca 1851 roku podjęto decyzję o budowie linii kolejowej. Linia miała prowadzić od Katowic, przez Murcki i działającą tam kopalnię Emanuelssgesen, aż do huty Ida  . Jednotorowa linia powstała w 1852 dzięki Towarzystwu Akcyjnemu Górnośląskie Koleje Żelazne. Po jej uruchomieniu zaprzestano wydobywania węgla w kopalni Szadok, bardziej opłacalne było przywożenie go z Murcek . W 1855 roku zaczęła funkcjonować odlewnia, pozwalająca przerobić część surówki na gotowe odlewy żelazne . W 1856 roku zbudowano kotlarnię, baterię koksowniczą liczącą 20 pieców oraz warsztat mechaniczny . W najlepszym okresie, w 1858 roku w hucie pracowało 28 osób, zaś produkcja wyniosła 19 tys. cetnarów (około 970 ton) . Znane są nazwiska kilku pracowników: Gustaw Benda – inspektor i zarządca, Karol Ostermeyer – zarządca materiałów i pisarz hutniczy Franciszek Zacher – mistrz stolarski oraz Jan Segmüller – formierz i pracownik odlewni .
Huta „Ida” przegrywała konkurencję z dużymi, lepiej wyposażonymi górnośląskimi zakładami. Rozpoczęcie działalności huty zbiegło się z wybuchem Wiosny Ludów, która przyczyniła się do spowolnienia gospodarczego oraz spadku cen surówki. Do tego książę Johann Heinrich X Hochberg postanowił skupić się na branży wydobywczej. W 1860 roku pozostało tu tylko 13 robotników. Piece wygaszono w 1861 roku, zamykając 13-letni okres pracy huty. Jeszcze przez kilka miesięcy działała odlewnia, w 1862 roku osiągając produkcję 5,5 tys. cetnarów (ok. 281 ton). Na przełomie XIX i XX wieku rozebrano zabudowania produkcyjne  .

### Wpływ huty na okolicę
Mimo krótkiego okresu działania, huta Ida miała istotny wpływ na rozwój okolicznych terenów. Dzięki linii kolejowej do huty w 1852 roku powstała stacja kolejowa Idaweiche (zwrotnica Ida) , wokół której w połowie XX wieku rozwinęła się Ligota Pszczyńska (Nowa Ligota). W 1858 roku przedłużono połączenie kolejowe z Nędzy do Mikołowa, dzięki czemu posterunek kolejowy otrzymał status przystanku osobowego . Istnienie stacji kolejowej było ważnym czynnikiem dla franciszkanów, decydujących o powstaniu w tych okolicach klasztoru i bazyliki. Zaś istnienie sanktuarium było impuslem do powstania Nowych Panewnik  .
Wokół bocznicy powstały również zakład impregnacji drewna oraz dwie fabryki chemiczne. Po zamknięciu huty nie rozebrano torów, mając nadzieję na dalsze powstawanie zakładów przemysłowych. Wśród nich były, funkcjonujące jeszcze po II wojnie światowej, Fabryka Sprzętu Górniczego i Odpylaczy Kopalnianych, w 1948 roku przekształcona w Główne Warsztaty Mechaniczno-Kotlarskie .

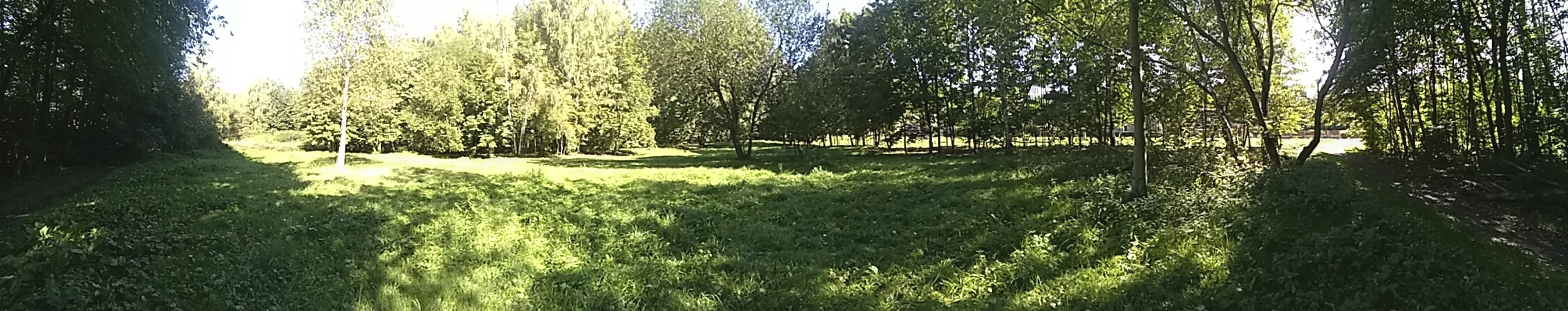
Teren na którym znajdowała się huta Ida

## Tereny huty w XXI wieku
Do XXI wieku dotrwały nieliczne ślady istnienia huty: żużel hutniczy obecny w ziemi a także cztery kanały wodne do doprowadzania wody do chłodzenia pieców, zbudowane z cegły o długości 72 metrów, odkryte w latach 70. XX wieku podczas badań związanych z budową ujęcia wody . Dzięki Grzegorzowi Płonce, prezesowi Stowarzyszenia OFFerta, zajmującego się historią Ligoty i Panewnik oraz Bolesławowi Bobrzykowi z katowickiego nadleśnictwa, w 2012 roku tunele zostały odkryte na nowo. W tym samym roku płetwonurkowie z tarnogórskiego klubu Anaconda, przy asyście Ochotniczej Straży Pożarnej ze Zbrosławic, podjęli dwukrotną próbę zbadania zalanych wodą korytarzy, z których druga była udana.
Brakuje historycznych zdjęć obiektu, pozostały tylko rysunki techniczne oraz dokumentacja zawierająca kilka nazwisk pracowników . 
Przy ulicy Kijowskiej pozostały dwa domy zbudowane dla pracowników huty .
W 2010 roku na terenie, gdzie znajdowała się huta, z inicjatywy Nadleśnictwa Katowice oraz Stowarzyszenia Społeczno-Kulturalnego „Offerta” ustawiono tablice informacyjne poświęcone hucie oraz kuźnicy kokocińskiej. 19 września 2010 roku odbył się piknik tematyczny, mający przybliżyć tradycje górnicze i hutnicze Kokocińca.
Według Grzegorza Płonki, pod ziemią mogą znajdować się pozostałości fundamentów pieców i budynku. Ich odkrycie wiązałoby się z pracami wykopaliskowymi .